# Махайка-Бербіс
Махайка-Бербіс (англ. Mahaica-Berbice) — регіон в Гаяні. Адміністративний центр — місто Форт-Веллінгтон.
На півночі регіон межує з Атлантичним океаном, на сході з регіоном Східний Бербіс-Корентайн, на півдні з регіоном Верхня Демерара-Бербіс, на заході з регіоном Демерара-Махайка.

## Населення
Уряд Гаяни проводив три офіційні переписи, починаючи з адміністративних реформ 1980: в 1980, 1991 і 2002 роках. У 2012 році населення регіону досягло 49723 чоловік. Офіційні дані переписів населення в регіоні Махайка-Бербіс:
- 2012: 49723 чоловік
- 2002: 52400 чоловік
- 1991: 51280 чоловік
- 1980: 53898 чоловік